# 龙井乡 (巫山县)
龙井乡，是中华人民共和国重庆市巫山县下辖的一个乡镇级行政单位。

## 行政区划
龙井乡下辖以下地区：
白泉村、石里村、白水村、龙山村、六水村、红庙村、青山村、春泉村、七星村、新路村、陈家村、文峰村和桂花村。